# Ursula Kugler
Ursula Kugler (* 31. Juli 1939 in Saarbrücken; † 7. Dezember 2023) war eine deutsche Politikerin (SPD).

## Leben
Kugler war von Beruf Sonderschullehrerin und seit 1977 Mitglied der SPD. Am 1. Juni 1990 rückte sie für die ausgeschiedene Margit Conrad in den Deutschen Bundestag nach und gehörte diesem bis zum Ende der Wahlperiode an, die noch rund ein halbes Jahr andauerte.